# Boris Anatoljewitsch Dubrowin

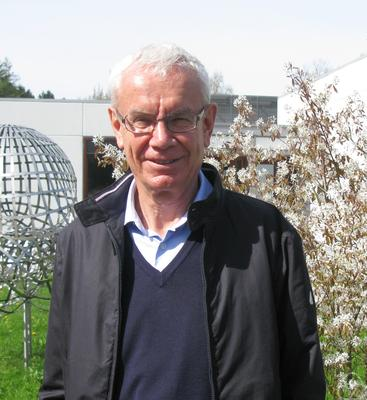
Boris Dubrowin in Oberwolfach (2012)

Boris Anatoljewitsch Dubrowin (russisch Борис Анатольевич Дубровин, englische Transkription Boris Dubrovin; * 6. April 1950; † 19. März 2019) war ein russisch-italienischer Mathematiker.

## Biografie
Dubrowin war in den 1970er Jahren ein Schüler von Sergei Petrowitsch Nowikow an der Lomonossow-Universität, an der er danach auch lehrte. Ab den 1990er Jahren war er Professor an der Scuola Internazionale Superiore di Studi Avanzati (SISSA) in Triest.
Dubrowin befasste sich mit exakt lösbaren Systemen in Geometrie und mathematischer Physik, zum Beispiel mit dem Zusammenhang nichtlinearer exakt integrierbarer partieller Differentialgleichungen (wie der Korteweg-de-Vries-Gleichung) mit Thetafunktionen auf Riemannschen Flächen und Frobenius-Mannigfaltigkeiten, deren Zusammenhang mit Gromov-Witten-Invarianten, Spiegelungsgruppen und Theorie der Singularitäten Dubrowin ebenfalls nachging. Mit Nowikow und A. T. Fomenko schrieb er ein dreibändiges Lehrbuch über moderne Verfahren der Geometrie und Topologie mit besonderer Betonung von Anwendungen, dessen erster Band in Russland 1979 erschien und das auch ins Englische übersetzt wurde.
1996 hielt er einen der Plenarvorträge auf dem zweiten Europäischen Mathematikerkongress in Budapest (Reflection groups, quantum cohomologies and Painléve’s equation), 2006 einen Plenarvortrag auf dem Internationalen Kongress für Mathematische Physik in Rio de Janeiro und 1998 war er Invited Speaker auf dem ICM in Berlin (Geometry and Analytic Theory of Frobenius Manifolds). Im März 2019 verstarb er über drei Wochen vor seinem 69. Geburtstag.

## Schriften
- mit Nowikow, Fomenko: Modern Geometry: Methods and Applications. 3 Bände, Springer Verlag, Graduate Texts in Mathematics, 1984, 1985, 2. Auflage 1990, 1992
- mit Yu. P. Soloviev: Topology. Moscow State University Publishing House, 1989
- Geometry of Hamiltonian evolutionary systems. Bibliopolis, Napoli, 1991
- mit Igor Kritschewer, Sergei Nowikow: Topological and Algebraic Geometry Methods in Contemporary Mathematical Physics. Cambridge Sci. Publishers, 2004
- mit Krichever, Novikov: Integrable Systems. Teil 1, In: Wladimir Arnold, Novikov (Hrsg.): Encyclopedia of Mathematical Sciences. Reihe: Dynamical Systems. Band 4, Springer Verlag, 1990
- mit Krichever: Geometry of Riemann surfaces and nonlinear differential equations. In: Russian Math. Surveys. Band 32, 1977, S. 1